# 沈氏黏盲鰻
沈氏副盲鰻（学名：Paramyxine sheni），又名青眠鰻、無目鰻、鰻背、龍筋，为盲鰻科副盲鰻屬下的一个种。